# Campanar de Sant Martí de Bescaran
Campanar de Sant Martí de Bescaran és la resta d'una antiga església romànica del municipi de les Valls de Valira inclosa en l'Inventari del Patrimoni Arquitectònic de Catalunya.

## Descripció
El campanar de l'antiga església de Sant Martí de Bescaran resta com una estructura isolada i fora de context dins el cementiri del poble. L'església era una construcció romànica bastida al lloc de l'antic monestir de Sant Martí de Bescaran, de fundació episcopal i annexat el 914, quan ja era abandonat, a Sant Sadurní de Tavèrnoles. L'església preromànica del monestir degué subsistir com a parròquia fins a la construcció de l'església romànica, de la qual només en queda el campanar, tot i que el 1910 encara se'n conservava un fragment de mur de la nau.
El campanar, d'estil llombard, fet de parament petit i regular, és una torre de secció quadrada amb coberta de lloses de pissarra en forma piramidal. Els tres pisos superiors (hi ha sis pisos en total), dividits per un fris d'arcuacions cegues, tenen finestres geminades, algunes d'elles tapiades. És una construcció romànica dels segles XI-XII.

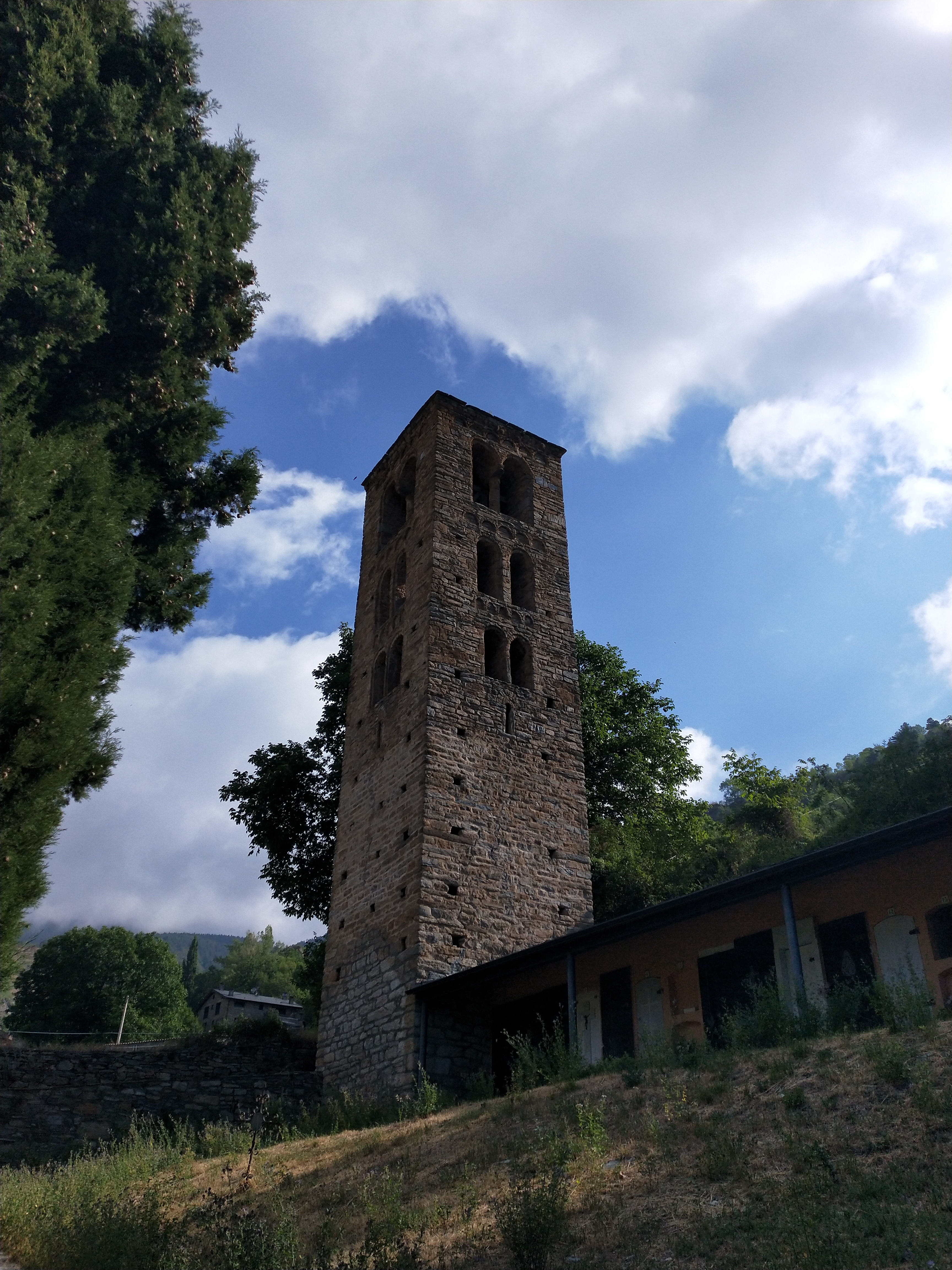
Campanar

## Història
Bescaran és esmentat a l'Acta de Consagració de la Seu d'Urgell de l'any 839.
L'església era una construcció romànica bastida al lloc de l'antic monestir de Sant Martí de Bescaran, de fundació episcopal i annexat el 914, quan ja era abandonat, a Sant Sadurní de Tavèrnoles. L'església preromànica del monestir degué subsistir com a parròquia fins a la construcció de l'església romànica, de la qual només en queda el campanar, tot i que el 1910 encara se'n conservava un fragment de mur de la nau.